# 1049年
| 千纪： | 2千纪 |
| 世纪： | 10世纪 \| 11世纪 \| 12世纪 |
| 年代： | 1010年代 \| 1020年代 \| 1030年代 \| 1040年代 \| 1050年代 \| 1060年代 \| 1070年代                                                           |
| 年份： | 1044年 \| 1045年 \| 1046年 \| 1047年 \| 1048年 \| 1049年 \| 1050年 \| 1051年 \| 1052年 \| 1053年 \| 1054年                                 |
| 纪年： | 己丑年（牛年）；契丹重熙十八年；北宋皇祐元年；西夏延嗣寧國元年；大理保安五年；南天国景瑞元年；越南天感聖武六年，崇興大寶元年；日本永承四年 |

## 大事记
- 遼興宗乘西夏景宗李元昊新喪之機發動第二次遼夏戰爭，李元昊新皇后、李谅祚嫡母没𠼪氏及官僚、家屬皆被遼軍俘虜。
- 亨利三世 (神聖羅馬帝國)企圖改革教會，扶持與他理念相近的利奧三世為教宗。

## 出生
- 李公麟，字伯时，北宋画家（1106年去世，57岁）
- 秦观，字少游，北宋词人（1100年去世，51岁）